# Раисов, Аслан Тимурович
Асла́н Тиму́рович Раи́сов (род. 29 декабря 1990, Грозный, Чечено-Ингушская АССР, РСФСР, СССР) — российский хоккеист, нападающий, серебряный призёр чемпионата мира среди юниоров 2008 года, первый чеченский хоккеист.

## Биография
Родился в 1990 году в Грозном. Вскоре семья вынуждена была бежать от боевых действий в Москву. Там же начал играть в хоккей — сначала на роликовых коньках. В 13 лет переехал в Казань. Воспитанник клуба «Ак Барс». В клубе несколько лет подряд проходил предсезонную подготовку, участвовал в товарищеских матчах, попадал в заявку на игры, но на лёд не выходил. В течение полутора лет играл за вторую команду.
Дебютный профессиональный матч провёл за «Нефтяник» Лениногорск). На чемпионате мира среди юниоров 2008 года провёл 6 игр, забил два гола и сделал четыре результативные передачи. На чемпионате мира среди молодёжных команд в Тюмени забил два гола и сделал две результативные передачи.
В сезоне 2014/15 сыграл 50 матчей за «Кубань» Краснодар и набрал 37 (17+20) очков по системе «гол плюс пас», став самым результативным в своём клубе и третьим в списке бомбардиров ВХЛ. В сезоне 2015/16 выступал за «Буран» Воронеж. Сыграл 51 матч, забил 18 шайб и сделал 28 результативных передач. Таким образом, он стал самым результативным хоккеистом лиги и был награждён призом лучшего игрока ВХЛ имени Анатолия Фирсова и призом лучшего бомбардира лиги. В следующем сезоне перешёл в «Сокол» Красноярск, в котором сыграл 42 матча и набрал 21 очко (8 голов и 13 передач).
В сезоне 2017/18 сыграл два матча за клуб словацкой экстралиги «Зволен», затем перешёл в «Нефтяник» Альметьевск. На 28 ноября на его счету было 10 сыгранных матчей, 2 заброшенные шайбы и 8 передач.
12 января 2018 года перешёл в клуб «Динамо» (Санкт-Петербург). В ноябре 2018 года Раисов вернулся в «Буран» (Воронеж).
23 декабря 2018 года появилась информация о переходе Раисова в «Динамо» (Москва) со ссылкой на главного тренера этого клуба Владимира Крикунова. По состоянию на этот день в сезоне ВХЛ 2018/19 Раисов провел 18 матчей, забросил 6 шайб и сделал 16 голевых передач. 27 декабря 2018 стал игроком «Динамо» и первым чеченским хоккеистом в Континентальной хоккейной лиге. В КХЛ сыграл 13 матчей (в том числе 2 — в плей-офф), забив 1 шайбу и отдав 3 голевые передачи.
29 мая 2019 года перешёл в ХК «Югра» (Ханты-Мансийск). 31 октября 2019 года перешёл в воронежский «Буран». К этому времени он сыграл за «Югру» семь матчей и отметился одной шайбой. Всего на этот момент Раисов сыграл в высшей лиге 430 матчей и набрал 280 (112+168) очков.
В августе 2020 года появилась информация о переходе Раисова в московское «Динамо». Раисов уже играл за этот клуб в сезоне 2018—2019 годов. Тогда он сыграл за клуб 15 матчей, забил одну шайбу и сделал три голевых передачи. В сезоне 2020—2021 годов Раисов сыграл за клуб 42 матча, в которых набрал 35 очков (10+25) и 5 матчей плей-офф, в которых забросил две шайбы. В октябре 2021 года хоккеист подписал контракт с воронежским «Бураном». За «Буран» он успел сыграть 11 матчей, после чего перешёл в клуб «Юность (Минск)». В октябре 2022 года вновь подписал контракт с белорусским ХК «Юность». За сезоны 2021—2023 годов, которые Раисов провёл в «Юности», он сыграл 42 матча, забил 12 шайб и сделал 23 результативные передачи.
В 2024 году подписал контракт с «Молотом» (Пермь), за который уже выступал 2021—2014 годах. По состоянию на июнь 2024 года, Раисов сыграл в ВХЛ 521 матч, забил 136 шайб и сделал 216 голевых передач.